# Joe Davola
Joe Davola er en tv-producer.
Han styrede tv-afdelingen af det nu nedlagte produktionsfirma Tollin-Robbins Productions og samarbejde ofte med Mike Tollin og Brian Robbins på mange af deres projekter, bl.a. All That, The Amanda Show, The Nick Cannon Show, Smallville, One Tree Hill, What I Like About You og The Bronx Is Burning.
Davola begyndte sin karrierer på MTV hvor han hurtigt blev en af top producerne. Han var medskaber af cult spil showet Remote Control. Herefter begyndte han på Fox Broadcasting Company hvor han udviklede Emmy Award-vinder serierne In Living Color og The Ben Stiller Show. Davola vendte derefter tilbage til MTV, hvor han førte opsyn over MTV Films, MTV Home Video og MTV Production. Efter MTV tog han til DreamWorks tv hvor han var involveret i udviklingen af ABCs hit show Spin City.